# Gli anni spezzati
Gli anni spezzati (Gallipoli) è un film  di guerra del 1981 diretto da Peter Weir.
Il film narra uno dei tragici episodi della sanguinosa battaglia di Gallipoli, campagna della prima guerra mondiale, dove tra il 1915 e il 1916 persero la vita 8 587 uomini dell'ANZAC, parte del corpo di spedizione comprendente soldati dell'esercito australiano e neozelandese. La storia è incentrata sul valore della vita e la leggerezza con cui è bruciata dalla ferocia della guerra.

## Trama
Australia, 1915. Il diciottenne Archy Hamilton sogna di partecipare ai Giochi Olimpici, allenandosi nelle pianure dell'Australia Occidentale. Dotato di un grande talento per la velocità, vince una gara regionale con un premio in denaro, battendo lo spavaldo Frank con il quale stringe amicizia. I due decidono di arruolarsi in cavalleria, ma al momento dell'arruolamento Archy viene riconosciuto e scartato per l'età. Dopo un viaggio lungo e avventuroso, i due ragazzi raggiungono Perth dove Archy viene ammesso in Cavalleria e Frank in Fanteria non sapendo andare a cavallo. I due si ritrovano in Egitto durante un'esercitazione e Frank aggregato su raccomandazione di Archy, dove la sua attitudine alla corsa può essere molto utile.
Una volta sbarcati nei Dardanelli esperiscono la durezza del teatro bellico. Per garantire lo sbarco di 25 000 inglesi, il comando britannico utilizza il contingente australiano e neozelandese per impegnare l'esercito ottomano, conducendo attacchi sanguinosi con perdite ingenti fino ad operare un bombardamento d'artiglieria delle linee turche. Un disaccordo di ordini superiori causa un ritardo fatale che permette la riorganizzazione delle postazioni nemiche.
Un'interruzione delle comunicazioni spinge il maggiore Barton, scosso dalla carneficina in corso, a chiedere gli ordini direttamente al generale Gardner, consegnando la richiesta a Frank che dovrà andare di corsa e tornare con i nuovi ordini. Il ruolo portaordini era originariamente destinato ad Archy, che però lo ha rifiutato, convincendo il maggiore a scegliere Frank. Il generale, convinto dell'inutilità del sacrificio del contingente, dà l'ordine di temporeggiare, ma Frank non fa in tempo a raggiungere la trincea prima che sia dato il via al terzo assalto, quello che comprendeva anche Archy che, dopo un'ultima inutile corsa, viene abbattuto dal fuoco nemico. 

## Accoglienza
Il film è stato uno dei più grandi successi di tutti i tempi in Australia, sia di pubblico sia di critica, ottenendo una percentuale di gradimento del 91% su Rotten Tomatoes e ben otto AFI Awards in tutte le principali categorie. All'estero il successo è stato molto meno significativo.

## Riconoscimenti
- 1982 - Golden Globe
  - Nomination Miglior film straniero
- 1981 - AACTA Award
  - Miglior film a Robert Stigwood
  - Miglior regia a Peter Weir
  - Miglior attore a Mel Gibson
  - Miglior attore non protagonista a Bill Hunter
  - Miglior sceneggiatura non originale a David Williamson
  - Miglior sonoro a Greg Bell, Don Connolly e Peter Fenton
  - Miglior montaggio a William M. Anderson
  - Miglior fotografia a Russel Boyd
  - Nomination Miglior attore a Mark Lee
  - Nomination Miglior attore non protagonista a Bill Kerr
  - Nomination Miglior scenografia a Herbert Pinter e Wendy Stites
  - Nomination Migliori costumi a Terry Ryan e Wendy Stites